# Metoda oddziaływania konfiguracji
Metoda oddziaływania konfiguracji, CI (z ang. Configuration Interaction - oddziaływanie (mieszanie) konfiguracji) - metoda chemii kwantowej, w której wieloelektronowa (dokładna) funkcja falowa jest przybliżana kombinacją liniową wyznaczników Slatera odpowiadających podstawowej konfiguracji elektronowej oraz konfiguracji wzbudzonych. W procedurze obliczeniowej zmienia się współczynniki tej kombinacji, tak by uzyskać minimalną energię stanu podstawowego.
Ze względu na liczbę i sposób wyboru konfiguracji wzbudzonych wyróżnia się następujące metody:
- pełne CI (ang. full CI, FCI): wszystkie wzbudzenia z wszystkich orbitali zajętych na wszystkie orbitale wirtualne. Ze względu na ogromną złożoność obliczeniową stosowana bardzo rzadko. FCI daje najlepszą energię przy danej bazie funkcyjnej.
- CI "obcięte" (ang. truncated) na ustalonej krotności wzbudzeń: CIS (ang. single excitations, pojedyncze wzbudzenia), CID (ang. double excitations, podwójne wzbudzenia), CISD (ang. single and double excitations, pojedyncze i podwójne wzbudzenia). Ze względu na twierdzenie Brillouina, dla stanu podstawowego uwzględnianie wyłącznie pojedynczych wzbudzeń (CIS) nie daje żadnej poprawy energii. Najczęściej stosowana w praktyce jest metoda CISD z tzw. poprawką Davidsona.
- wyróżniony podzbiór orbitali, w obrębie których uwzględniane są wzbudzenia: wszystkie możliwe, w przypadku metody CAS (ang. Complete Active Space), lub o ustalonej maksymalnej krotności w przypadku metody RAS (ang. Restricted Active Space). Ta metodologia jest rzadko stosowana w metodzie CI, natomiast jest rozpowszechniona w pokrewnej metodzie wielokonfiguracyjnej pola samouzgodnionego (MCSCF).

Zbliżoną metodą do CI jest wielokonfiguracyjna metoda pola samouzgodnionego (ang. multiconfigurational self-consistent field, MCSCF), w której wariacyjnie dobiera się zarówno współczynniki kombinacji liniowej wyznaczników Slatera (jak w CI) jak i orbitale, z których te wyznaczniki są zbudowane (jak w metodzie Hartree-Focka).